# ドルウィニオン
ドルウィニオン (Dorwinion) とは、J・R・R・トールキンの中つ国を舞台とした小説、『指輪物語』及び『シルマリルの物語』に登場する架空の地方。

## 概要
中つ国の北部東方に位置するルーン湖の北西沿岸部の地方を指す。作品の中でもドルウィニオンワインと呼ばれるワインを逸品のように語るシーンが度々存在するが、実際にワインの名産地として設定され、年代物ならば宝石が買えるほど高価な物である事が知られている。
ここに居住する中つ国の人間の種族であるドルウィンリム (Dorwinlim) は作中には一切登場していないが、主に商人として活動しており、非常に雄弁であると知られている。交流としてはビヨルン族との交流もあるため、母国語や共通語以外の語学力もある民族として設定されている。